# Gabriele Kuhnke
Gabriele Cecilia Kuhnke (geb. Ammermann;* 19. Juni 1946 in Olsberg) ist eine deutsche Schriftstellerin, die vor allem durch ihre Kinder- und Jugendbücher bekannt wurde.

## Leben
Ihre Kindheit verbrachte sie in Nuttlar im Sauerland und besuchte das Mädchengymnasium in Arnsberg. Kuhnke, die sich schon in ihrer Kindheit zu Wasser und Schiffen hingezogen fühlte, arbeitete nach Beendigung ihrer Schulzeit mit der mittleren Reife zunächst auf einem Rheinschleppkahn. Später absolvierte sie eine Ausbildung bei der Deutschen Bundespost und wurde in das Beamtenverhältnis übernommen. Heute lebt Gabriele Kuhnke in Sommerland bei Elmshorn in Schleswig-Holstein, ist verheiratet und hat drei Kinder. 1992 wurde sie Stadtschreiberin von Glückstadt.
Erste Versuche als Autorin startete Kuhnke bereits mit 12 Jahren. Eine Abenteuergeschichte, die sie beim Franz Schneider Verlag einreichte, wurde vom Verlag allerdings abgelehnt.
Den großen Durchbruch schaffte Kuhnke 1984 mit ihrer Kinderbuchserie Die Acht vom großen Fluß. Seit 2008 ist Gabriele Kuhnke Mitglied der Autorengruppe Die Flussschreiber.

## Werke

### Bücher
- Die Acht vom großen Fluß, Jugendbuchserie in 12 Bänden, 1985–1991, erschienen im Franz Schneider Verlag, Band 1 und Band 2 wurden 2004 bei der Books on Demand GmbH, Norderstedt, neu aufgelegt (ISBN 3-8334-0790-5 und ISBN 3-8334-0791-3). Die vollständige zwölfbändige Reihe ist als überarbeitete Neuauflage seit 2021 im Leibniz-Blätter-Verlag erschienen und wieder bestellbar.
  - Band 1: Der abenteuerliche Fund. F. Schneider, München 1985, ISBN 3-505-09116-2 / Leibniz Blätter Verlag, Kiebitzreihe b. Hamburg 2021, ISBN 978-3-9820573-6-1.
  - Band 2: Die unheimliche Vogelinsel. F. Schneider, München 1985, ISBN 3-505-09117-0 / Leibniz Blätter Verlag, Kiebitzreihe b. Hamburg 2021, ISBN 978-3-9820573-8-5.
  - Band 3: Das geheimnisvolle Boot. F. Schneider, München 1985, ISBN 3-505-09118-9 / Leibniz Blätter Verlag, Kiebitzreihe b. Hamburg 2021, ISBN 978-3-9822832-0-3.
  - Band 4: Feuer in der Nacht. F. Schneider, München 1986, ISBN 3-505-09240-1 / Leibniz Blätter Verlag, Kiebitzreihe b. Hamburg 2021, ISBN 978-3-9822832-1-0.
  - Band 5: Rote Fässer über Bord. F. Schneider, München 1986, ISBN 3-505-09381-5 / Leibniz Blätter Verlag, Kiebitzreihe b. Hamburg 2021, ISBN 978-3-9822832-2-7.
  - Band 6: Die verschwundenen Goldmünzen. F. Schneider, München 1987, ISBN 3-505-09382-3 / Leibniz Blätter Verlag, Kiebitzreihe b. Hamburg 2021, ISBN 978-3-9822832-3-4.
  - Band 7: Der verdächtige LKW. F. Schneider, München 1987, ISBN 3-505-09620-2 / Leibniz Blätter Verlag, Kiebitzreihe b. Hamburg 2021, ISBN 978-3-9822832-4-1.
  - Band 8: Alarm auf dem Zollschiff. F. Schneider, München 1988, ISBN 3-505-09738-1 / Leibniz Blätter Verlag, Kiebitzreihe b. Hamburg 2021, ISBN 978-3-9822832-5-8.
  - Band 9: Die geheimnisvolle Felsenhöhle. F. Schneider, München 1989, ISBN 3-505-04046-0 / Leibniz Blätter Verlag, Kiebitzreihe b. Hamburg 2021, ISBN 978-3-9822832-6-5.
  - Band 10: Regatta mit Hindernissen. F. Schneider, München 1990, ISBN 3-505-04300-1 / Leibniz Blätter Verlag, Kiebitzreihe b. Hamburg 2021, ISBN 978-3-9822832-7-2.
  - Band 11: Deich in Gefahr. F. Schneider, München 1991, ISBN 3-505-04417-2 / Leibniz Blätter Verlag, Kiebitzreihe b. Hamburg 2021, ISBN 978-3-9822832-8-9.
  - Band 12: Der Schatz unter dem Eis. F. Schneider, München 1991, ISBN 3-505-04490-3 / Leibniz Blätter Verlag, Kiebitzreihe b. Hamburg 2021, ISBN 978-3-9822832-9-6.
  - Die Acht vom großen Fluß. Sammelband 1. F. Schneider, München 1988, ISBN 3-505-09931-7.
  - Die Acht vom großen Fluß. Sammelband 2. F. Schneider, München 1990, ISBN 3-505-04299-4.
  - Die Acht vom großen Fluß. Sammelband 3: Treffpunkt: Guckloch F. Schneider, München 1992, ISBN 3-505-04787-2.
- Tilman und sein Schweinchen. Kinderbuch, Franz Schneider Verlag, München 1987, ISBN 3-505-09380-7.
- Bei uns in Sommerland. Kinderbuch, Franz Schneider Verlag, München 1992, ISBN 3-505-04648-5.
- Ein Traummann für Mami. Roman, R. G. Fischer Verlag, Frankfurt (Main) 1992, ISBN 3-89406-610-5.
- Als Co-Autorin von Andrea S. Kuhnke: Zoe und Zarin und der magische Wappenring. Fantasyroman, Engelsdorfer Verlag, Leipzig 2018, ISBN 3-96145-264-4.
- Als Co-Autorin von Andrea S. Kuhnke: Zoe und Zarin und das Siegel der Wahrheit. Fantasyroman, Engelsdorfer Verlag, Leipzig 2020, ISBN 3-96145-912-6.

### Theaterstücke
- Zwei Gäste zuviel (Twee Gasten tovööl). Nieder- und hochdeutsches Volksstück in drei Akten. Ostfriesischer Theaterverlag, Westoverledingen 1990, OCLC 1455260629.
- Mit Bernhard Adams: Tilmann und sein Schweinchen (Tilmann un sien lüttje Swien). Nieder- und hochdeutsches Theaterstück in drei Akten. Ostfriesischer Theaterverlag, Westoverledingen 1993, OCLC 256662625.
- Mit Bernhard Adams: Ein Dorf steht kopf (Een Dörp steiht Kopp). Nieder- und hochdeutsches Volksstück in drei Akten. Ostfriesischer Theaterverlag, Westoverledingen 1993, OCLC 256661897.

### Kurzgeschichten
- Eine Floßfahrt auf dem Eis, 1993, Kurzgeschichte in Gesundlach Geschichten, erschienen im Georg Bitter Verlag
- Das Pony vor dem Deich, 1993, Kurzgeschichte in Mein Pony ist mein bester Freund, erschienen im Franz Schneider Verlag
- Das vierblättrige Kleeblatt, 1994, Kurzgeschichte in Glücks Geschichten, erschienen im Georg Bitter Verlag
- Eine verrückte Entscheidung, 1996, Kurzgeschichte in Herzflattern, erschienen im Rowohlt Verlag

### Sonstiges
- Wiedersehen mit Glückstadt, Stadtschreiberbeitrag, 1992, In, um und über Glückstadt anlässlich der 375-Jahr-Feier der Stadt Glückstadt

## Auszeichnungen
- 1992 Sonderpreis im Autorenwettbewerb Kindertheater Ostfriesische Landschaft für ihr Theaterstück Tilmann und sein Schweinchen